# Curimata cyprinoides
Curimata cyprinoides är en fiskart som först beskrevs av Carl von Linné 1766.  Curimata cyprinoides ingår i släktet Curimata och familjen Curimatidae. Inga underarter finns listade i Catalogue of Life.